# Chien de détection
 (juillet 2020).
Si vous disposez d'ouvrages ou d'articles de référence ou si vous connaissez des sites web de qualité traitant du thème abordé ici, merci de compléter l'article en donnant les références utiles à sa vérifiabilité et en les liant à la section « Notes et références ».

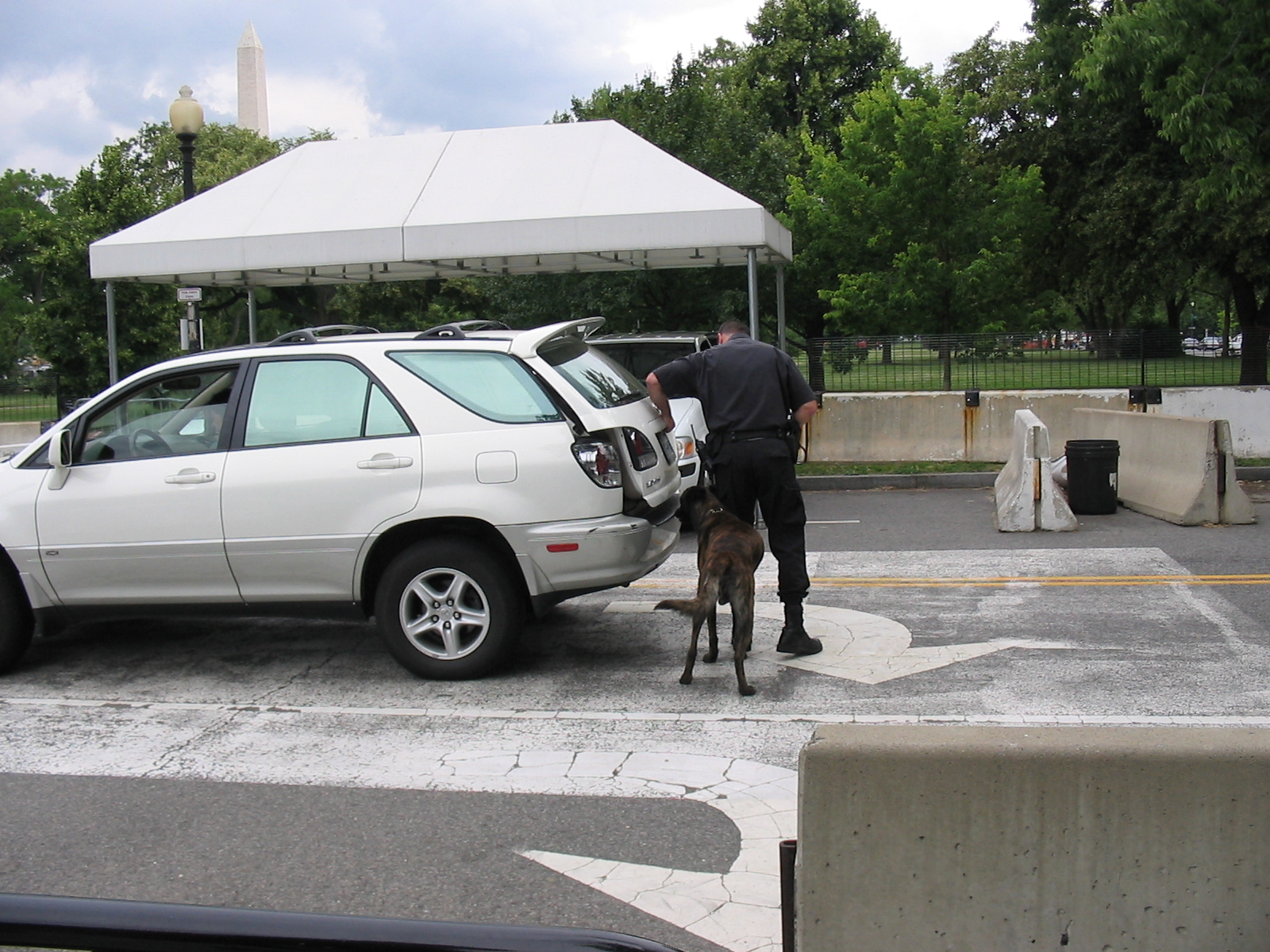
Un chien de détection se prépare à inspecter le coffre d'une voiture à Washington.

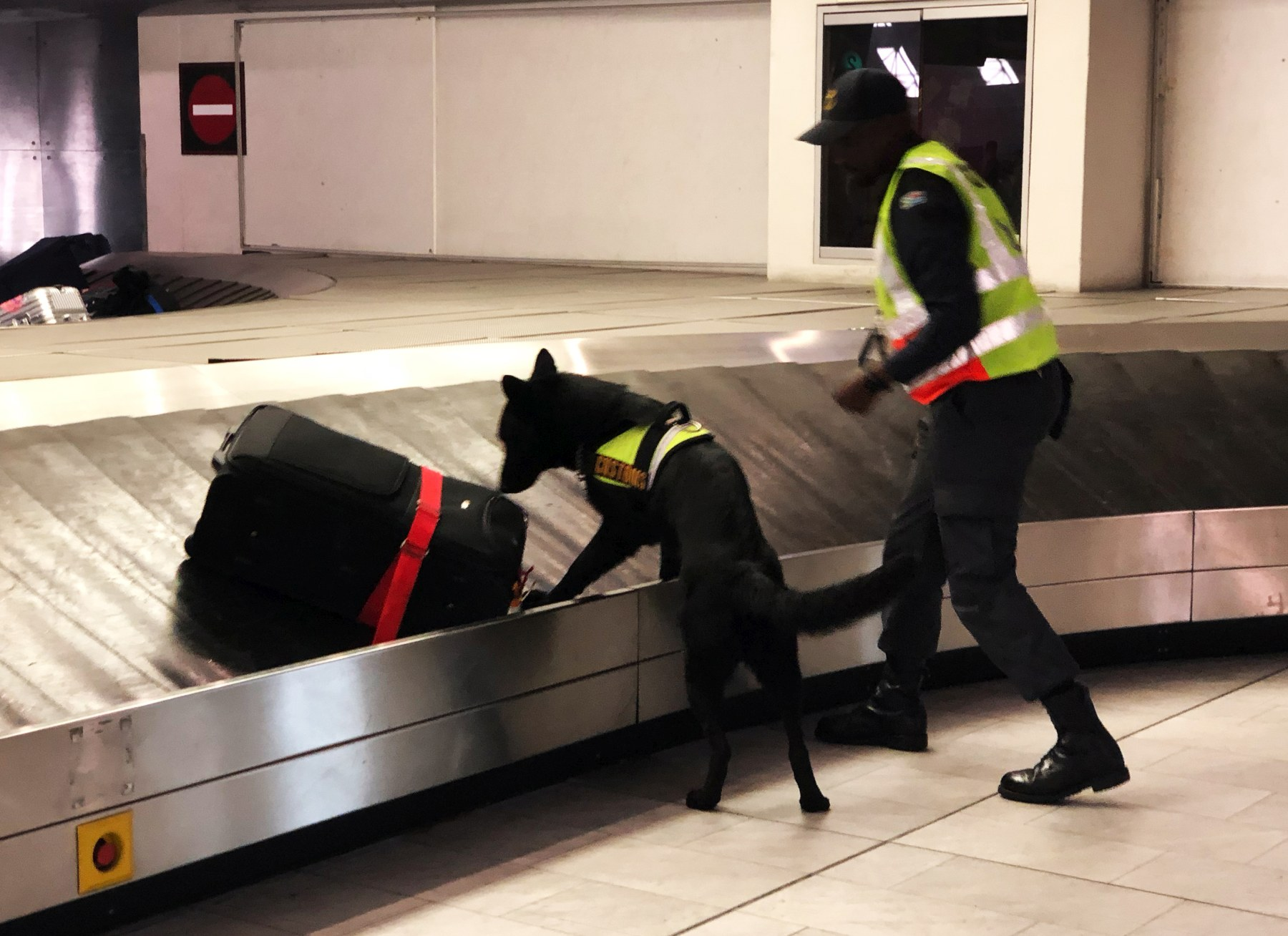
Chien de détection flairant un bagage dans un aéroport.

Un chien de détection, parfois appelé chien renifleur, est un chien spécialement dressé pour signaler la présence de différentes matières (explosifs, armes, produits stupéfiants ou inflammables), de personnes (prisonnières de décombres ou d'avalanches, restes humains, personnes disparues) ou encore d'hormones illicites…
Les races les plus communes dans ce genre de travail sont des chiens de chasse, comme le labrador, ou des chiens de berger, comme le malinois ou le berger allemand.
En France, ces chiens sont utilisés comme chiens policiers par les services de police, la gendarmerie, la douane ou la sécurité privée.
Les beagles sont aussi utilisés par la douane canadienne pour détecter de la nourriture, de la drogue, etc.
Le chien pourrait même servir à détecter des maladies telles que certains cancers ou certains virus comme la covid-19.

## Le dressage
Le dressage des chiens de détection repose toujours sur deux principes, d'une part faire plaisir à son maître et, d'autre part, jouer. De ce fait, le chien ne « travaille » jamais, il joue.
Du fait, la relation entre le maître et le chien est très importante, chacun doit pouvoir compter sur l'autre.
Comme tout chien de travail, le chien de détection n'est pas un animal de compagnie, certaines règles doivent être strictement appliquées.
C'est pourquoi tout bon dressage commence par l'obéissance. Il y va de la qualité du travail mais aussi de la sécurité de l'équipe « maître-chien ».
Si la réaction demandée est différente par rapport au produit à détecter (grattage pour les stupéfiants, « assis » ou « couché » pour les explosifs), le principe de dressage est le même ; le chien doit identifier l'odeur à « son » jouet. Pour lui, l'odeur signifie que « son » jouet est présent et que, s'il veut en profiter, il faut le signaler à son maître.
Il s'agit donc d'un conditionnement : détection, réaction, récompense (en l'occurrence le jeu).